# Oleria synnova
Oleria synnova är en fjärilsart som beskrevs av William Chapman Hewitson 1858. Oleria synnova ingår i släktet Oleria och familjen praktfjärilar. Inga underarter finns listade i Catalogue of Life.

## Bildgalleri

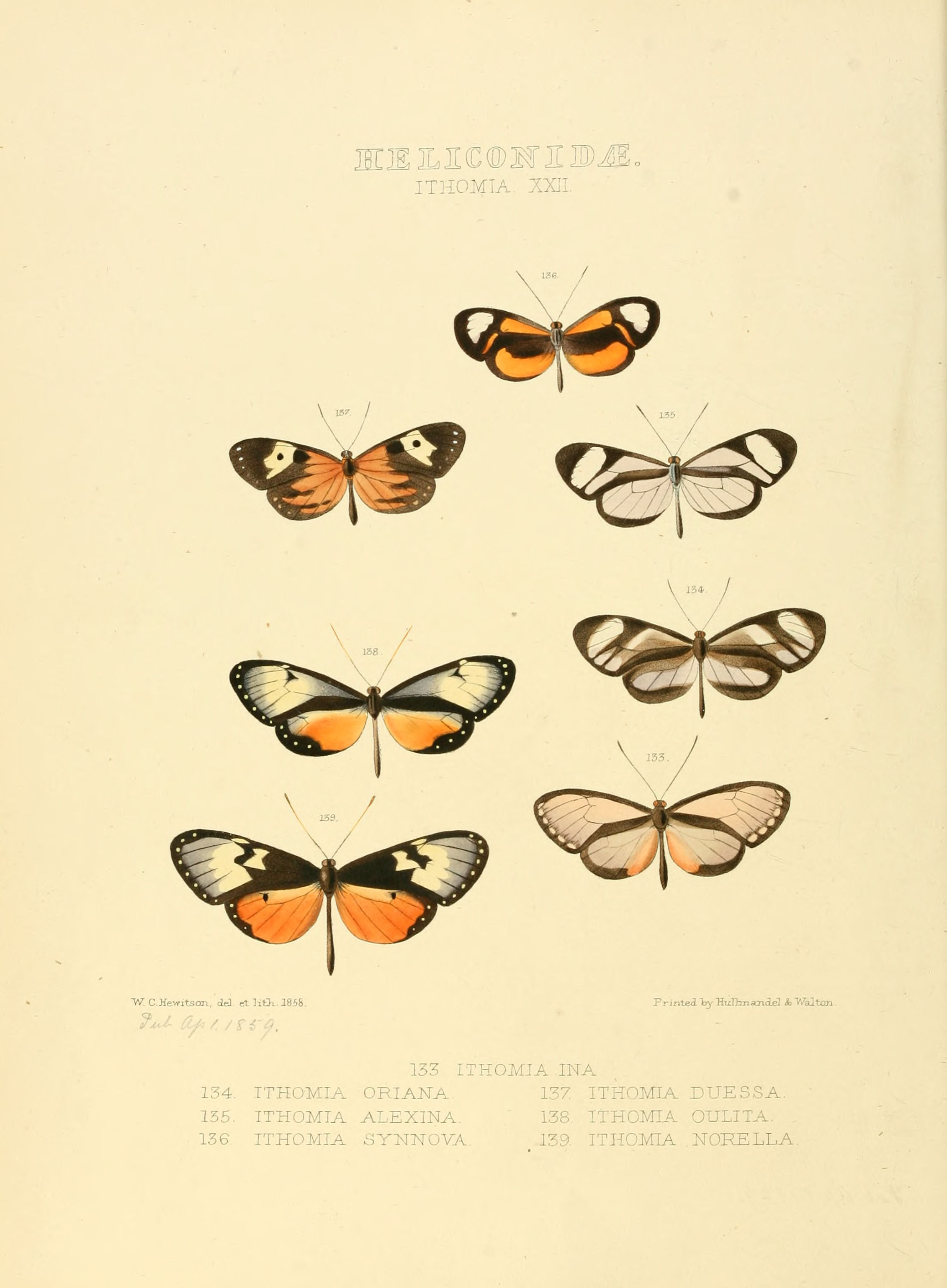